# The Beauty of Letting Go
The Beauty of Letting Go è il quarto album studio del gruppo post-grunge statunitense Socialburn, il secondo della band prodotto da una major dopo il precedente Where You Are, del 2003.

## Tracce
1. Be a Man - 4:13
2. Touch the Sky - 3:58
3. Cold Nights - 4:19
4. Get Out Alive - 3:26
5. Speak Now - 4:21
6. Ride - 4:06
7. Paranoid - 3:07
8. Leaving Song - 4:24
9. Who Cares - 4:12
10. Love Hate - 3:45
11. Out to Sea - 4:31
12. I'm Happy - 4:28